# Brunflo tingslag
Brunflo tingslag var ett tingslag i Jämtlands län.Tingsstället låg i Brunflo.
Brunflo tingslag bildades 1741. Tingslaget upphörde 1906 då verksamheten överfördes till Revsunds, Brunflo och Näs tingslag. 
Tingslaget ingick till 1812 i Jämtlands domsaga, mellan 1812 och 1879 i Norra Jämtlands domsaga och från 1879 i Jämtlands östra domsaga.   

## Socknar
Brunflo omfattade tre socknar.
- Brunflo
- Lockne
- Marieby